# Bahia Honda (Cuba)
 Bahía Honda is een gemeente in de Cubaanse provincie Artemisa. De gemeente heeft een oppervlakte van 780 km² en telt 43.500 inwoners (2015).

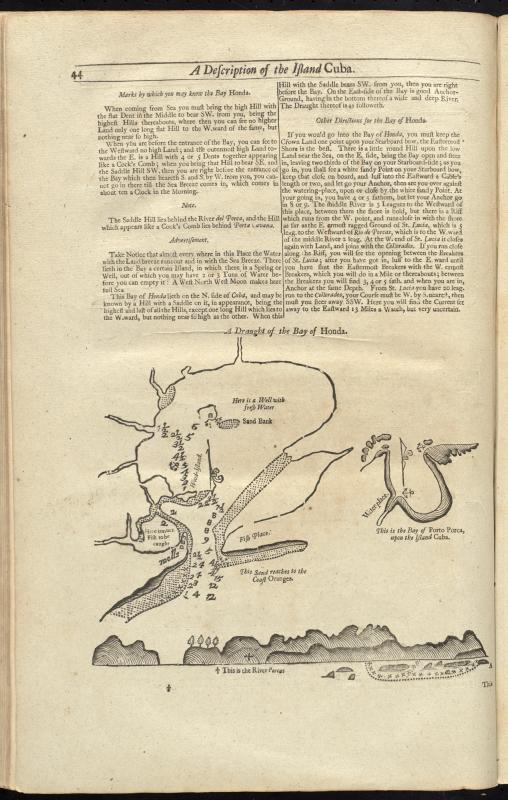
De baai van Honda in 1737